# 達倫·克里斯
達倫·克里斯（英語：Darren Everett Criss，1987年2月5日—）是美國的演員、音樂人、作曲家。他曾參加過電視劇《歡樂合唱團》第二至五季的演出。

## 早年生活
出生於美國舊金山，從小就對於音樂以及表演有著很大的興趣和天分，從五歲就開始接觸小提琴，15歲就會詞曲創作(2010年前曾發行一張獨立EP)

## 演藝生涯
在2009年大學畢業後，和朋友們組成了《StarKid Productions》舞台劇團。(註:  StarKid Productions劇團最有名的兩部音樂劇《A Very Potter Musical 》和《 A Very Potter Sequel》，都改編自於JK羅琳的著名經典小說《哈利波特》，當時這兩部音樂劇也在YouTube掀起了一陣不小的討論。)